# Mads Alstrup

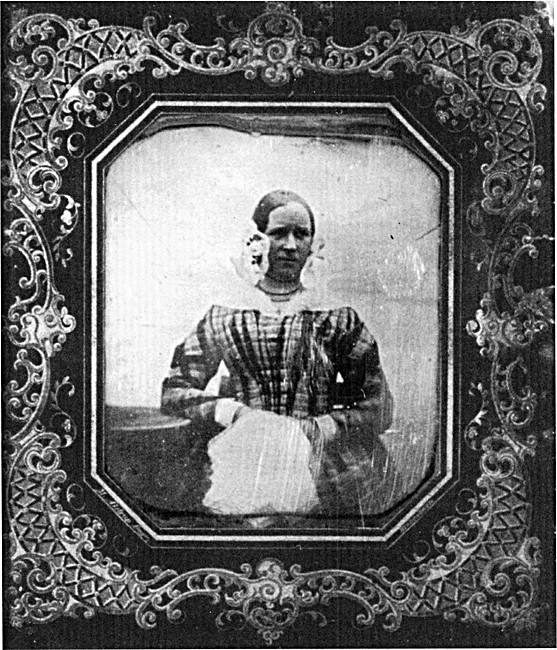
Een daguerreotypie uit 1845, genomen door Alstrup.

Mads Alstrup (Viborg, 1808 – Falun, 1876) was een Deens portretfotograaf die wordt beschouwd als een pionier in het gebruik van de fotografie in Denemarken. Hij was de eerste persoon met de Deense nationaliteit die een fotostudio opende en maakte in zestien jaar tijd een grote hoeveelheid aan daguerreotypies in de omgeving van Kopenhagen. Het bedrijf van Alstrup ging in 1857 failliet wegens de economische crisis. Het jaar daarop emigreerde Alstrup echter naar Zweden om daar zijn carrière als fotograaf voort te zetten.
Alstrup werd aanvankelijk opgeleid tot goudsmid en vestigde een onderneming in Randers, Jutland. In de zomer van 1842 verhuisde Alstrup naar Kopenhagen om daar een daguerreotypiestudio te openen. Deze bevond zich achter het Herculespaviljoen, in de kasteeltuinen van Kongens Have. Alstrup had hier geen last van gebrek aan klanten die interesse hadden in een foto van zichzelf.
In de jaren daarna, tussen 1843 en 1848, reisde Alstrup door Denemarken heen. Hij verbleef telkens enkele dagen of weken in een stad en zette er een tijdelijke fotostudio op. In 1849 vestigde Alstrup zich uiteindelijk in het centrum van Kopenhagen en opende daar een vaste fotostudio in Østergade, nabij het plein Kongens Nytorv.
Alstrup verliet Denemarken na het faillissement van zijn bedrijf en vertrok in 1858 naar Zweden. Net als in de jaren veertig van de negentiende eeuw reisde hij hier tussen verschillende steden. Zo verbleef hij in 1859 in Hälsingborg en in Kristianstad. Vanaf 1860 woonde Alstrup enkele jaren in Göteborg en in 1863 werkte hij in Malmö nog samen met G.S. Ekeund. In 1876 overleed Alstrup op 68-jarige leeftijd in de industriestad Falun.
- KulturNav: a1f2289d-2b39-433d-bab7-3ef6157a5e5b
- PIC: 337604
- LIBRIS: 408097
- Virtual International Authority File: 3649151778215518130009